# Munhoz de Mello
Munhoz de Mello é um município brasileiro do estado do Paraná. Sua população estimada em 2010 era de 3 678 habitantes, conforme dados do IBGE.

## História
A região em que se encontra a cidade foi ocupada a partir da década de 1940, quando esta área era conhecida por Gleba Interventor Manoel Ribas, pertencente ao filho do interventor, Gustavo Ribas. As primeiras famílias foram os Liberato, Sebastião Roberto e os Moreira.
A localidade transformou-se em município, sem passar pelo "estágio" de distrito, em 3 de novembro de 1955, sendo desmembrado da cidade de Astorga e recebendo a atual denominação. A instalação oficial ocorreu no dia 14 de dezembro de 1956 e seu primeiro prefeito foi Jorge Ricardo de Lima, um dos pioneiros. O nome da cidade é uma homenagem para o político e ex-presidente do Tribunal de Justiça do Estado do Paraná, José Munhoz de Mello.